# Escut de Parlavà
L'escut oficial de Parlavà té el següent blasonament:
Escut caironat truncat: d'argent; i de gules; ressaltant sobre el tot una mola de l'un en l'altre. Per timbre, una corona mural de poble.

## Història
Va ser aprovat el 9 d'octubre de 1995 i publicat al DOGC el 3 de novembre del mateix any amb el número 2123. Es va publicar una correcció d'errada al DOGC número 2163 el 2 de febrer de l'any següent.
La mola és una al·lusió al martiri de sant Feliu, patró del poble, que fou llançat al mar amb una pedra de molí lligada al coll. Els esmalts, argent i gules, provenen de les armes dels bisbes de Girona, senyors de Parlavà des del 1314.